# Simone D'Auria
Simone D'Auria (Bergamo, 29 settembre 1976 – Ibiza, 11 giugno 2024) è stato un architetto, artista e designer italiano.

## Biografia
Nato a Bergamo il 29 settembre 1976, nel 1995 ricevette il suo primo incarico, la progettazione della compagnia aerea Gandal Airlines di Bergamo.
Tra il 2000 e il 2007 realizzò showroom e negozi monomarca per i brand Bally e Paola Frani. Nel 2014 progettò e realizzò il primo monomarca Leica Store a Firenze. Dal 2010 e per i successivi due anni espose presso la Triennale di Milano le sue prime opere d'arte, partecipando successivamente per tre anni consecutivi al St Moritz Art Masters.
Dal 2011 al 2017 fu art director della compagnia Lungarno Collection, di proprietà della famiglia Ferragamo, per la quale realizzò anche diverse installazioni d'arte in collaborazione con il comune di Firenze e la sovraintendenza.
Artista poliedrico, nel 2012 disegnò una serie limitata di motociclette per MV Augusta, mentre successivamente, nel 2017, venne nominato art director del gruppo Starhotels. Nello stesso anno partecipò alla mostra che la Rosini Gutman Foundation curò presso la sede ONU di New York e nel 2018, sempre con la stessa fondazione, fu a Roma presso la Farnesina.
Le sue opere vennero presentate nel 2018 presso la fiera internazionale d'arte art KARLSRUHE in Germania, mentre altre furono consegnate alla Fondazione Culturale Montblanc per l'esposizione permanente.
Nel 2021 Simone D'Auria firmò con la casa editrice Skira per l'uscita del suo omonimo libro, con la prefazione di Milovan Farronato, curatore della Biennale di Venezia del 2019 e direttore di Fiorucci Art Trust.
Simone D'Auria morì improvvisamente l'11 giugno 2024 a Ibiza, stroncato da un malore all'età di 47 anni.

## Stile
Fin dagli esordi si dedicò con intelligenza e passione al design, con focus sulla “ricostruzione ambientale”; artista poliedrico, pur occupandosi di interni nella fase iniziale della sua attività, il suo interesse si rivolse anche verso l'installazione negli spazi pubblici.
Conferendo importanza agli oggetti di uso comune, dai cucchiai alle biciclette, dalle sfere alle Vespe, ingigantiti o rimodellati con l'utilizzo dei diversi materiali come marmo, resina, ferro, acciaio, legno e fibra ottica, l'opera artistica di D'Auria poté collocarsi chiaramente tra le avanguardie novecentesche.
Nella sua produzione vi furono infatti rimandi ai movimenti Dadà e Neo-Dadà, Nouveau Réalisme e Pop art. Nelle sue opere D'Auria richiamò più volte numerosi artisti a lui affini come Duchamp, Arman, Oldenburg e Bruno Munari (artista molto amato da D'Auria, citato direttamente nell'installazione “Bruno Spoon”), insieme ad un rimando alla cultura del Manierismo toscano.
La fame nel mondo, l'energia pulita e rinnovabile, il gioco di luci e la frenesia del movimento costituirono i cardini della ricerca artistica di Simone D'Auria, la cui identità andò sviluppandosi dall'architettura, passando al design e infine all'arte. Attraverso quest'ultima espresse infatti interamente la sua visione, avendo come obiettivo lo stimolare le reazioni degli spettatori, dimostrando loro quanto possono raggiungere attraverso le proprie competenze e abilità. Nei suoi lavori espresse con evidenza un'attitudine positiva verso la vita e la natura. La sua arte, infatti, ebbe lo scopo di creare oggetti che non fossero solamente un gusto estetico ma anche strumenti capaci di trasmettere senso di pace e di gioia.

## Opere
Architettura
- Aeroporto Gandal Airlines di Bergamo, 1995
- Negozi monomarca Bally Ginza Japan, Bally Selfridges England, Bally Jinan Hong Kong, 2000-2007
- Negozi e showroom Paola Frani, Milano, 2010
- Leica Store, Firenze, 2014
- Progettazione facciata Hotel Anderson di Milano, Milano, 2018

Design
- Brutale California, MV Agusta, 2013-2014

Esposizioni, mostre e installazioni
- Zoo (Light) Revolution e World Hub, Triennale di Milano, 2010
- Lightbull Charging  Wall Street, Triennale di Milano, 2012
- Dandelaion, Triennale di Milano, 2013
- WindMill, Ferragamo, Firenze, 2013
- Lightbull Charing Wall Street, St Moritz Art Master, 2013
- Cycling Up, Ferragamo, Firenze, 2014
- Personal | Unpersonale, Ferragamo, Firenze, 2015
- Spoon, Ferragamo, Firenze, 2016
- Spoon, Rosini Gutman Foundation, ONU New York, 2017
- Freedom, Ferragamo, Firenze, 2018
- Spoon, Rosini Gutman Foundation, Fanesina di Roma, 2018
- Cylcling Up e Spoon, KARLSRUHE, Germania, 2018
- Spoon, Art Basel, Basilea, 2018
- Spoon, Art Basel, Miami, 2018
- Spoon, Fondazione Culturale Montblanc, 2018
- Vespa Freedom, Museo Piaggio, 2018